# Protectoraat Saarland
Het protectoraat Saarland (Frans: Protectorat de Sarre, Duits: Saarland) was een Frans protectoraat van 1947 tot 1957. Het grondgebied valt samen met dat van de huidige Duitse deelstaat Saarland.

## Geschiedenis
Het mandaatgebied Saarland ontstond in 1920 bij de Vrede van Versailles; de bezetting en de exploitatie van de bodemschatten in het gebied waren een deeloplossing voor het opbrengen van de herstelbetalingen door de Weimarrepubliek. Het land bestond uit delen van de Pruisische Rijnprovincie en de Palts. Het gebied stond gedurende vijftien jaar onder het bestuur van de Volkenbond uitgeoefend door Frankrijk en het Verenigd Koninkrijk. Hierna werd een volksraadpleging gehouden op 13 januari 1935, waarbij bleek dat 90,3% van de stemmers aansluiting bij Duitsland wilde. De nazi-regering noemde het gebied "Westmark".
Na de Tweede Wereldoorlog werd de Bondsrepubliek Duitsland in 1949 gevormd uit de Amerikaanse, Britse en Franse bezettingszones van het voormalige Duitse Rijk, met uitzondering van de westelijke sectoren van Berlijn en van Saarland, dat als protectoraat onder bestuur van Frankrijk kwam, dat eigenlijk eenzijdig uit was op annexatie van het gebied, maar die wens introk toen het Schumanplan door de West-Europese landen positief ontvangen werd. In 1954 boden Frankrijk en Duitsland aan om het gebied onafhankelijk te laten worden, hetgeen echter afgewezen werd in een tweede volksbesluit, waarbij dit plan verworpen werd met 67,7%. Op 27 oktober 1956 werd door het Saarverdrag gesteld dat Saarland toestemming moest krijgen om zich bij de Bondsrepubliek Duitsland aan te sluiten, hetgeen gebeurde op 1 januari 1957.